# Square Albert-Besnard
Le square Albert-Besnard est un square du 17e arrondissement de Paris.

## Origine du nom
Il porte le nom d'Albert Besnard (1849-1934), peintre et graveur français.

## Situation et accès
Le site est accessible par la place du Maréchal-Juin.
Il est desservi par la ligne 3 à la station Pereire.

## Historique

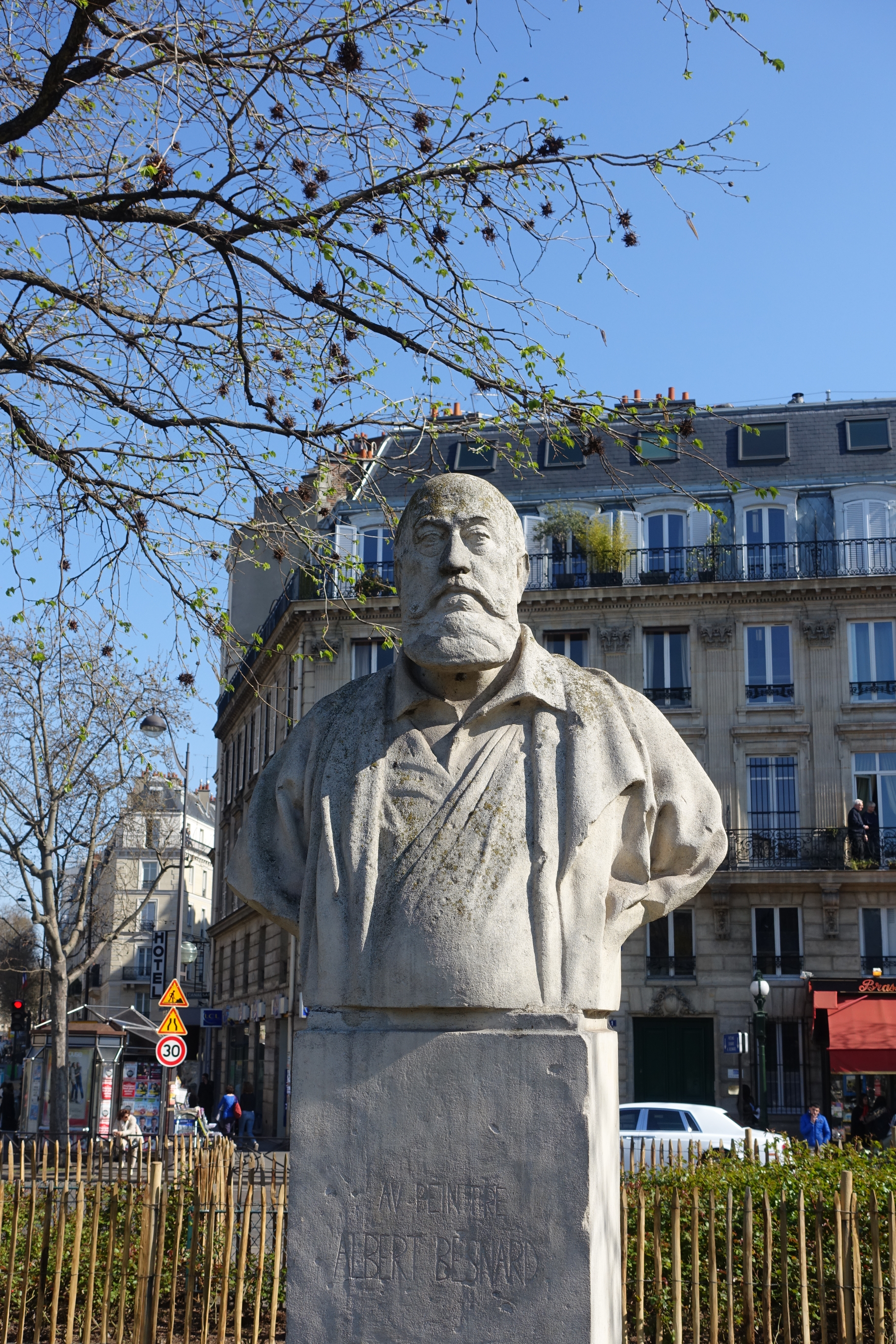
Buste.

Ouvert en 1930 dans son dessin d'origine, le square expose le buste d'Albert Besnard, réalisé par son fils Philippe Besnard. La famille Besnard vivait à proximité, dans un hôtel particulier au 17 rue Guillaume-Tell (démoli depuis).